# IC 5278
IC 5278 — галактика типу Sd у сузір'ї Водолій.
Цей об'єкт міститься в оригінальній редакції індексного каталогу.